# 小行星6406
小行星6406（英語：6406）是一颗围绕太阳公转的小行星。1992年6月28日，亨利·E·霍爾特在帕洛马山发现了此天体。
这颗小行星的绝对星等为205.3843909897115等。